# Escobar Inc
Escobar Inc. es una compañía conglomerada multinacional colombiana gestora ubicada en Medellín, Colombia. Establecida el 1 de mayo de 1984 por Pablo Escobar, un día después del asesinato del Ministro colombiano de Justicia Rodrigo Lara Bonilla como medio de canalizar grandes sumas de dinero en efectivo fuera de Colombia con la ayuda de su hermano Roberto de Jesús Escobar Gaviria. La compañía es conocida por el control y liderazgo de Roberto de Jesús Escobar Gaviria, quién sirve de Fundador, y Olof K. Gustafsson, el jefe ejecutivo de la compañía.

## Historia
Escobar Inc fue originalmente establecido el 1 de mayo de 1984 por el narcotraficante Pablo Escobar Gaviria, un día después del asesinato del Ministro colombiano de Justicia Rodrigo Lara Bonilla  como medio de canalizar grandes sumas de dinero en efectivo fuera de Colombia con la ayuda de su hermano Roberto de Jesús Escobar Gaviria. Ayudó al blanqueo de dinero de más de $420 millones de dólares en beneficios por Pablo Escobar por semana. La compañía y sus actividades estuvieron en suspenso cuándo Roberto Escobar se rindió a autoridades el 8 de octubre de 1992

## 2014 Reincorporación
La compañía fue reincorporada por Roberto Escobar en 2014 en Medellín, Colombia con Olof K. Gustafsson cómo su ejecutivo principale, en un esfuerzo para adquirir y mantener el control de la marca de Pablo Escobar y la marca de la familia Escobar. La compañía registró exitosamente los derechos de sucesor en interés de su hermano en California, Estados Unidos. La compañía también se registró exitosamente y obtuvo 10 marcas con la Patente de Estados Unidos y Oficina de Marca.

## Conflicto con Netflix Inc
El 1 de julio de 2016, Escobar Inc envió una carta a Netflix Inc con respecto a la serie televisiva Narcos reclamando $1 mil millones en pagos por uso no autorizado de contenido. El 11 de septiembre de 2017 Carlos Muñoz Portal, un buscador de localizaciones que trabajaba para Netflix fue encontrado asesinado en su coche en México. Roberto Escobar negó cualquier implicación y ofreció proporcionar matones de seguridad para Netflix. Escobar Inc y Netflix Inc resolvieron el 6 de noviembre de 2017 la disputa por una cantidad no revelada.

## Donald J. Trump
El 11 de abril de 2016 con anterioridad a la elección presidencial de 2016 de los Estados Unidos  fue informado por el Correo de Washington con la ayuda de los laboratorios Zignal que el CEO de Escobar Inc Olof K. Gustafsson había ayudado al candidato republicano Donald J. Trump a obtener seguidores de medios de comunicación sociales que resultaron en un aumento de presencia de Donald J. Trump en medios de comunicación sociales. El 8 de enero de 2019, el CEO de Escobar Inc Olof K. Gustafsson lanzó una campaña de financiamiento desde GoFundMe  por $50 millones a su nombre por cuenta de Escobar Inc en un esfuerzo por impugnar al Presidente Donald J. Trump. Después de juntar $10 millones en 10 horas, la página fue removida de la plataforma GoFundMe.

## The Boring Company
En julio de 2019, Escobar Inc. empezó vender un soplete de propano hecho para parecer un lanzallamas y acusó al CEO de The Boring Company, Elon Musk de robo de propiedad intelectual, alegando que la promoción No-un-lanzallamas de The Boring Company está basado en un diseño que Roberto Escobar había conversado en 2017 con un ingeniero asociado a Musk. Vía medios de comunicación Escobar Inc ofreció a Musk públicamente para resolver la disputa por $100 millones de dólares, en efectivo o participaciones de Tesla, o alternativamente para utilizar el sistema legal para convertirse en el nuevo CEO de Tesla, Inc.